# Câmpani de Pomezeu
Câmpani de Pomezeu – wieś w Rumunii, w okręgu Bihor, w gminie Pomezeu. W 2011 roku liczyła 446 mieszkańców.